# Svodna
Svodna (en serbe cyrillique : Сводна) est un village de Bosnie-Herzégovine. Il est situé dans la municipalité de Novi Grad et dans la république serbe de Bosnie. Selon les premiers résultats du recensement bosnien de 2013, il compte 1 086 habitants.

## Démographie

### Évolution historique de la population dans la localité
| 1948  | 1953 | 1961  | 1971  | 1981  | 1991  | 2013  |
| ----- | ---- | ----- | ----- | ----- | ----- | ----- |
| 2 508 | -    | 1 650 | 1 395 | 1 285 | 1 270 | 1 086 |

|  |

### Communauté locale
En 1991, la communauté locale de Svodna comptait 3 105 habitants, répartis de la manière suivante :